# Stepove, Nikopol
Stepove (în ucraineană Степове) este un sat în comuna Novosofiivka din raionul Nikopol, regiunea Dnipropetrovsk, Ucraina.

## Demografie
Componența lingvistică a localității Stepove
     Ucraineană (98,46%)
     Rusă (1,54%)
Conform recensământului din 2001, majoritatea populației localității Stepove era vorbitoare de ucraineană (98,46%), existând în minoritate și vorbitori de rusă (1,54%).